# Зелёный Гай (Ростовская область)
Зелёный Гай — исчезнувший хутор в Миллеровском районе Ростовской области.

## История
С ноября 1924 года — в составе Туриловского сельсовета. По данным Всесоюзной переписи населения 1926 года — в Донецком округе Мальчевско-Полненского района Северо-Кавказского края РСФСР; 10 дворов, население — 47 человек (26 мужчин и 21 женщина); 92 % — украинцы, 8 % — русские.
Постановлением ВЦИК 10 ноября 1937 г. хутор Рыково Мальчевско-Полненского сельского совета Волошинского района Ростовской области переименован в хутор Зеленый Гай.
В 1950-х годах в составе Ленинского сельсовета Мальчевского района. В августе 1963 года присоединён к хутору Александровский.

## Религия
Жители хутора относились к приходу Туриловской церкви в пос. Туриловка.